# Димитър Гочев (политик)
Димитър Колев Гочев е български юрист и политик от „Продължаваме промяната“. Народен представител в XLVII народно събрание.

## Биография
Димитър Гочев е роден на 10 февруари 1988 г. Завършва специалност „Право“ в Софийския университет. Работи като адвокат в град София.
На парламентарните избори през ноември 2021 г. като кандидат за народен представител е 8-ми в листата на „Продължаваме промяната“ за 24 МИР София, но не е избран. На 22 декември 2021 г. става народен представител, на мястото на Радостина Ценова.